# Bastos (futebolista)
Bartolomeu Jacinto Quissanga (Luanda, 27 de março de 1991), mais conhecido como Bastos, é um futebolista angolano que atua como zagueiro. Atualmente defende o Botafogo. Em 2024, ele se tornou o primeiro jogador africano a ganhar a Copa Libertadores da América.

## Carreira por clubes

### Início da carreira e ida à Europa
Começou a sua carreira no Atlético Sport Aviação, mas estreou profissionalmente em 2010, no Petro de Luanda, tendo conquistado a Taça de Angola e a Supercopa em 2013, antes de ser contratado pelo Rostov. Pelos Selmashi, venceu a Copa da Rússia na temporada 2013–14.

### Lazio
Contratado pela Lazio em agosto de 2016, Bastos fez sua estreia numa partida contra a Juventus, não evitando a derrota por 1 a 0. Com atuações seguras tanto pela equipe quanto pela seleção nacional, esteve próximo de se transferir no verão de 2018 para o Wolverhampton, que disputa a Premier League, por 15 milhões de euros.

### Al-Ain
Em outubro de 2020 foi contratado pelo Al-Ain, da Arábia Saudita, por 800 mil euros. Na ocasião, o clube saudita cometeu uma gafe em sua apresentação, confundindo o jogador com o brasileiro Michel Bastos.

### Retorno ao Rostov
Em agosto de 2021, acertou seu retorno ao FC Rostov, clube que atuou entre 2013 e 2016. Assinou contrato até 30 de junho de 2022.

### Al-Ahli
Após encerrar sua segunda passagem pela Rússia, em setembro de 2022, Bastos retornou ao futebol saudita para defender o Al-Ahli. À época o clube havia sido recém-promovido para a primeira divisão do Campeonato Saudita de Futebol.

### Botafogo
Em agosto de 2023, o Botafogo anunciou a contratação do zagueiro com contrato até o final de 2024. Terminou como reserva do time em sua primeira temporada.
Marcou seu primeiro gol pela equipe no dia 14 de fevereiro de 2024, contra o Volta Redonda. Após a chegada do técnico Artur Jorge, assumiu a titularidade da equipe e marcou o gol da vitória por 1 a 0 no clássico contra o Fluminense.
No dia 30 de novembro 2024, ganhou a Copa Libertadores da América e se tornou o primeiro jogador africano a ganhar essa copa.
Na temporada seguinte, no entanto, conviveu com uma lesão no joelho esquerdo. O angolano sentiu pela primeira vez em campo contra o Nova Iguaçu, em fevereiro, ainda pelo Campeonato Carioca.
Após a lesão, chegou a viajar com o elenco do Botafogo para a Copa do Mundo de Clubes, nos Estados Unidos. Sem ritmo, Bastos ficou apenas como opção no banco e antes do fim da participação do time na competição, sentiu o local e voltou para o Brasil para se tratar.
No início de julho, o Botafogo confirmou a necessidade de o atleta ser submetido a uma cirurgia no joelho esquerdo e deu prazo para recuperação de três meses. Com o aval do clube, Bastos operou na Itália com o médico Tiago Carminati.

## Carreira internacional
Convocado desde 2011 para a Seleção Angolana, Bastos disputou a Copa das Nações Africanas em 2013 e 2019. Desde a primeira convocação, o zagueiro atuou em mais de 50 partidas e marcou dois gols.[carece de fontes?]
O zagueiro ficou três anos afastado da seleção por divergências com a Federação Angolana de Futebol, voltando a ser convocado em 2024 para disputar os jogos contra Gana e Sudão, válidos pelas Eliminatórias da Copa Africana das Nações de 2025.

## Títulos
Petro de Luanda
- Taça de Angola: 2012 e 2013
- Supertaça de Angola: 2013

Rostov
- Copa da Rússia: 2013–14

Lazio
- Supercopa da Itália: 2017 e 2019
- Copa da Itália: 2018–19

Al-Ahli
- Campeonato Saudita - Segunda Divisão: 2022–23

Botafogo
- Copa Libertadores da América: 2024
- Campeonato Brasileiro: 2024

### Prêmios individuais
- Seleção do Campeonato Brasileiro: 2024[18]
- Melhor Zagueiro (Bola de Prata): 2024[19]
- IFFHS ALL TIME ANGOLA MEN’S DREAM TEAM[20]